# Морга (Мордовия)
Морга (эрз. Морго веле) — село в Дубёнском районе Мордовии. Административный центр Моргинского сельского поселения.

## География
Расположено на речке Кальцяклей, в 12 км от районного центра и 36 км от железнодорожной станции Атяшево.

## Название
Название-характеристика: морга «сук», «сучок дерева», в данном случае — «выселок», «посёлок». 

## История
Основано до 1614 года.
В Генеральной переписи (1624) упоминается как Старая Морга Кельдюшевского беляка Верхосурского стана Алатырского уезда. 
В 1780 году, при создании Симбирского наместничества, село Никольское Морга тож, при ключах, дворцовых крещеной мордвы, вошло в состав Котяковского уезда. С 1796 года в Алатырском уезде Симбирской губернии. 
Храм деревянный, построен прихожанами в 1836 году. Престол в нем во имя Святителя и Чудотворца Николая.  
В 1859 году село Морга находится во 2-м стане  Алатырского уезда Симбирской губернии.
В «Списке населённых мест Симбирской губернии» (1884) в Морге 222 двора (1 968 чел.), церковь; в 1913 г. — 312 дворов (2 439 чел.), школа. Население совершало паломничество к Николиной горе со святым источником (с. Сурск). По «Списку населённых мест Ульяновской губернии» (1927), в селе — 2 033 чел.
В 1931 г. был организован колхоз «Красная свобода», позднее укрупненное хозяйство им. Пушкина, с 1997 г. — СХПК.

## Инфраструктура
Средняя школа, библиотека, Дом культуры, медпункт, отделение связи, сберкасса, кафе-закусочная.

## Население
На 2001 год население составляло 632 человека.
| 2002 | 2010 | 2012 | 2013 | 2014 | 2015 | 2016 |
| ---- | ---- | ---- | ---- | ---- | ---- | ---- |
| 601  | ↘513 | ↘492 | ↘466 | ↘444 | ↘425 | ↘416 |
| 2017 | 2018 | 2019 | 2020 | 2021 |      |      |
| ↘401 | ↘395 | ↘372 | ↘359 | ↘329 |      |      |

## Достопримечательности
- Памятник воинам-землякам, павшим в годы Великой Отечественной войны.
- Никольская церковь (архитектурный памятник XIX века).
- Возле села расположено городище и 3 селища именьковской культуры.

## Известные жители
- В.П. Хлынов — художник, жил в Морге в 1983—1994 гг.

## Источник
- Энциклопедия Мордовия, М. М. Сусорева.